# Antonio Cagnoni
Antonio Cagnoni (8. února 1828 Godiasco – 30. dubna 1896 Bergamo) byl italský hudební skladatel.

## Život
Narodil se v Godiascu (od r. 2012 se jmenuje Godiasco Salice Terme), městečku v provincii Pavia v Lombardii. Od dětství projevoval mimořádné hudební nadání. Nejprve se učil soukromě u Felice Morettiho, zvaného Padre Davide da Bergamo. Později studoval na konzervatoři v Miláně. Ještě jako student zkomponoval tři opery Rosalia di San Miniato (1845), I due savoiardi (1846) a Don Bucefalo (1847), které byly provedeny operním studiem konzervatoře. Opera Don Bucefalo zaznamenala skutečný úspěch. Záhy ji uvedlo Teatro Re v Miláně i Teatro San Carlo v Neapoli. Povzbuzen úspěch zkomponoval pak řadu oper uváděných pravidelně v milánských divadlech.
Věnoval se rovněž dirigování a v letech 1849–1852 působil jako dirigent v Marseille. V roce 1856 dočasně přerušil svou kariéru operního skladatele a usadil se ve Vigevanu, kde až do roku 1863 zastával funkci sbormistra katedrály. V této době se věnoval převážně kompozici chrámové hudby. Mimo jiné napsal requiem k desátému výročí úmrtí savojského vévody Karla Alberta (1859). V roce 1868 ho Giuseppe Verdi pozval k účasti na komponování Messa per Rossini, velké zádušní mše, která měla být provedena na den výročí úmrtí Gioacchina Rossiniho 14. listopadu 1869 v bazilice San Petronio v Bologni. Pedrotti složil sekvenci Quid sum miser (duet soprán a alt). Mše však byla provedena až po více než stu letech, v roce 1988.
V roce 1873 přesídlil do Novary, kde vystřídal Carlo Cocciu ve funkci maestra di cappella katedrály a stal se i ředitelem hudebního institutu. V Novaře však dlouho nezůstal. V roce 1887 přijal pozvání členů kongregace charity Bergamo, kteří mu nabídli místo sbormistra v chrámu S. Maria Maggiore, které se uvolnilo po smrti Amilcare Ponchielliho. Kromě toho se v Bergamu stal ředitelem Civico Istituto Musicale.
Zemřel v Bergamu dne 30. dubna 1896. V posledních letech svého života se věnoval výhradně duchovní hudbě. Jeho poslední opera, dokončená rok před smrtí, měla premiéru až v roce 2009 na operním festivalu v Martina Franca (Festival della Valle d'Itria).

## Dílo
- Rosalia di San Miniato (melodramma semiserio, libreto Callisto Bassi, 1845, Conservatorio di Milano)
- I due savoiardi (melodramma semiserio, libreto Leopoldo Tarantini, 1846, Conservatorio di Milano)
- Don Bucefalo (melodramma semiserio, libreto Callisto Bassi, 1847, Conservatorio di Milano)
- Il testamento di Figaro (melodramma comico, libreto Callisto Bassi, 1848, Milán, Teatro Re)
- Amori e trappole (melodramma giocoso, libreto Felice Romani, 1850, Janov, Teatro Carlo Felice)
- Il sindaco babbeo (opera comica, libreto Giorgio Giachetti, 1851, Milán, Teatro di Santa Radegonda)
- La valle d'Andorra (melodramma semiserio, libreto Giorgio Giachetti, 1851, Milán, Teatro alla Cannobiana)
- Giralda (melodramma giocoso, libreto Giorgio Giachetti a Raffaele Berninzone, 1852, Milán, Teatro di Santa Radegonda)
- La fioraia (melodramma giocoso, libreto Giorgio Giachetti, 1853, Turín, Teatro Nazionale)
- La figlia di Don Liborio (opera buffa, libreto Francesco Guidi, 1856, Janov, Teatro Carlo Felice)
- Il vecchio della montagna ossia L'emiro (tragedia lirica, libreto Francesco Guidi, 1860, Turín, Teatro Carignano)
- Michele Perrin (opera comica, libreto Marco Marcelliano Marcello, 1864, Milán, Teatro di Santa Radegonda)
- Claudia (dramma lirico, libreto Marco Marcelliano Marcello, 1866, Milán, Teatro della Cannobiana)
- La tombola (commedia lirica, libreto Francesco Maria Piave, 1867, Řím, Torre Argentina)
- La vergine di Kermo (melodramma romantico, pasticio, spoluautoři: Carlo Pedrotti, Federico Ricci, Amilcare Ponchielli, Giovanni Pacini, Lauro Rossi a Alberto Mazzucato, libreto Francesco Guidi, 1870, Cremona, Teatro Concordia)
- Un capriccio di donna (melodramma serio, libreto Antonio Ghislanzoni, 1870, Janov, Teatro Carlo Felice)
- Papà Martin (opera semiseria, libreto Antonio Ghislanzoni, 1871, Janov, Teatro Politeama Tivoli)
- Il duca di Tapigliano (opera comica, libreto Antonio Ghislanzoni, 1874, Lecco, Teatro Sociale)
- Francesca da Rimini (tragedia lirica, libreto Antonio Ghislanzoni, 1878, Turín, Teatro Regio)
- Re Lear (tragedia lirica, libreto Antonio Ghislanzoni, 2009, Martina Franca, Festival della Valle d'Itria)